# Hrvatska na Svjetskom prvenstvu u atletici 2017.
Hrvatska se kao država članica IAAF-a natjecala na Svjetskom prvenstvu u atletici 2017. u Londonu, od 5. do 18. kolovoza, s devet predstavnika. Zlatno odličje osvojila je Sandra Perković u disciplini bacanje diska, a brončano odličje uzeo je Stipe Žunić u disciplini bacanje kugle što je ujedno i prvo muško hrvatsko odličje na svjetskim prvenstvima u atletici ikad.

## Osvajači odličja
| Odličje | Atletičar       | Disciplina    | Nadnevak     | Rezultat |
| ------- | --------------- | ------------- | ------------ | -------- |
| zlato   | Sandra Perković | Bacanje diska | 13. kolovoza | 70,31 m  |
| bronca  | Stipe Žunić     | Bacanje kugle | 6. kolovoza  | 21,46 m  |

## Rezultati
(q - kvalificirao se, SB - najbolji rezultat sezone (eng. Season best), DNA - nije ušao u finale (eng. Did not advance))

### Muškarci

#### Bacačke i skakačke discipline
| Atletičar        | Disciplina    | Kvalifikacije | Kvalifikacije | Završnica | Završnica |
| Atletičar        | Disciplina    | Duljina       | Pozicija      | Duljina   | Pozicija  |
| ---------------- | ------------- | ------------- | ------------- | --------- | --------- |
| Ivan Horvat      | Skok s motkom | 5,45          | 22.           | DNA       | DNA       |
| Filip Mihaljević | Bacanje kugle | 20,33         | 14.           | DNA       | DNA       |
| Stipe Žunić      | Bacanje kugle | 20,86         | 7. Q          | 21,46     | 3.        |

### Žene

#### Trkačke discipline
| Atletičar       | Disciplina | Završnica | Završnica |
| Atletičar       | Disciplina | Vrijeme   | Pozicija  |
| --------------- | ---------- | --------- | --------- |
| Bojana Bjeljac  | Maraton    | 2:46.46   | 57.       |
| Matea Matošević | Maraton    | 2:55.06   | 69.       |
| Nikolina Stepan | Maraton    | 2:59.43   | 76.       |

#### Bacačke i skakačke discipline
| Atletičar       | Disciplina     | Kvalifikacije | Kvalifikacije | Završnica | Završnica |
| Atletičar       | Disciplina     | Duljina       | Pozicija      | Duljina   | Pozicija  |
| --------------- | -------------- | ------------- | ------------- | --------- | --------- |
| Ana Šimić       | Skok u vis     | 1.85          | 25.           | DNA       | DNA       |
| Sandra Perković | Bacanje diska  | 69.67         | 1. Q          | 70.31     | 1.        |
| Sara Kolak      | Bacanje koplja | 63.24         | 8. q          | 64.95     | 4.        |